# Balonmano Huesca
Maillots
Actualités
Dernière mise à jour : 04 octobre 2015.
Le BM Huesca ou Balonmano Huesca est un club espagnol de handball situé dans la ville de Huesca dans la communauté autonome d'Aragon. Fondé en 1995, le club évolue actuellement en Liga ASOBAL depuis 2010.

## Histoire
Fondé en 1995, dans le but de relancer le handball à Huesca.
le BM Huesca passa la plus grande partie de son histoire en Primera División Nacional (troisième niveau de la hiérarchie espagnole) et en Honor B (deuxième niveau de la hiérarchie espagnole) mais depuis la saison 2010/2011 le BM Huesca joue parmi l'élite espagnole en Liga ASOBAL.
Et depuis sa monté parmi l'élite du handball espagnol, le club ne cesse de croître avec une onzième place lors de la saison 2011/2012, puis une huitième places lors de la saison 2012/2013, le BM Huesca parvient à atteindre la quatrième place lors de la saison 2013/2014, synonyme de qualification pour la Coupe EHF 2014-2015.
Mais si, le club s'impose dans un championnat, considéré comme le deuxième meilleur au monde, c'est sans doute parce que celui-ci est en crise.

### Palmarès
- Segundo División Autonómica (1) : 1996
- Primera División Nacional (1) : 2002

### Parcours
| Saison    | Niveau | Division                    | Place | Coupe du Roi  | Coupe d'Espagne |
| --------- | ------ | --------------------------- | ----- | ------------- | --------------- |
| 1995-1996 | 5      | Segundo División Autonómica | 1     | ?             | ?               |
| 1996-1997 | 4      | Segundo División Nacional   | 2     | ?             | ?               |
| 1997-1998 | 3      | Primera División Nacional   | 7     | ?             | ?               |
| 1998-1999 | 3      | Primera División Nacional   | 5     | ?             | ?               |
| 1999-2000 | 3      | Primera División Nacional   | 9     | ?             | ?               |
| 2000-2001 | 3      | Primera División Nacional   | 7     | ?             | ?               |
| 2001-2002 | 3      | Primera División Nacional   | 1     | ?             | ?               |
| 2002-2003 | 3      | Primera División Nacional   | 2     | ?             | ?               |
| 2003-2004 | 3      | Primera División Nacional   | 2     | ?             | ?               |
| 2004-2005 | 2      | División de Honor Plata     | 8     | ?             | ?               |
| 2005-2006 | 2      | División de Honor Plata     | 13    | ?             | ?               |
| 2006-2007 | 2      | División de Honor Plata     | 5     | ?             | ?               |
| 2007-2008 | 2      | División de Honor Plata     | 10    | ?             | ?               |
| 2008-2009 | 2      | División de Honor Plata     | 13    | ?             | ?               |
| 2009-2010 | 2      | División de Honor Plata     | 7     | ?             | ?               |
| 2010-2011 | 2      | División de Honor Plata     | 2     | ?             | ?               |
| 2011-2012 | 1      | Liga ASOBAL                 | 11    | ?             | ?               |
| 2012-2013 | 1      | Liga ASOBAL                 | 8     | 1/8 de finale | ?               |
| 2013-2014 | 1      | Liga ASOBAL                 | 4     | 1/2 finale    | 1/2 finales     |
| 2014-2015 | 1      | Liga ASOBAL                 | 9     | 1/4 finale    | ?               |
| 2015-2016 | 1      | Liga ASOBAL                 | 10    | 1/8 finale    | -               |
| 2016-2017 | 1      | Liga ASOBAL                 | 7     | 1/4 finale    | -               |
| 2017-2018 | 1      | Liga ASOBAL                 | 7     | 1/8 finale    | -               |
| 2018-2019 | 1      | Liga ASOBAL                 | 6     | 1/8 finale    | -               |
| 2019-2020 | 1      | Liga ASOBAL                 | 15    | 1/8 finale    | -               |
| 2020-2021 | 1      | Liga ASOBAL                 | 5     | 1/4 finale    | 1/2 finale      |
| 2021-2022 | 1      | Liga ASOBAL                 | 9     | 1/8 finale    | -               |
| 2022-2023 | 1      | Liga ASOBAL                 | 11    | 1/8 finale    | -               |
| 2023-2024 | 1      | Liga ASOBAL                 | 8     | 1er tour      | -               |

## Effectif 2019-2020
| N° | Poste | Nom                     | Date de naissance          | Taille | Arrivée | Club précédent       | Sélection |
| -- | ----- | ----------------------- | -------------------------- | ------ | ------- | -------------------- | --------- |
| 12 | GB    | Jorge Gómez Lite        | 6 juin 1989 (30 ans)       | 1,87 m | 2016    | CB Aragón            | -         |
| 16 | GB    | Daniel Jorge Broto      | 10 septembre 1999 (20 ans) | 1,85 m | 2016    | Formé au club        | -         |
| 92 | GB    | Daniel Arguillas        | 30 décembre 1992 (26 ans)  | 1,90 m | 2015    | CB Maristas Algemesi | -         |
| 10 | ALG   | Adriá Pérez             | 26 novembre 1991 (28 ans)  | 1,80 m | 2017    | CB Granollers        | -         |
| 21 | ALG   | Oier García             | 11 avril 1989 (30 ans)     | 1,83 m | 2015    | CB Barakaldo         | -         |
| 7  | ALD   | Gerard Carmona          | 11 mars 1997 (22 ans)      | 1,79 m | 2016    | FC Barcelone B       |           |
| 9  | ALD   | Enrique Camas           | 17 octobre 1992 (27 ans)   | 1,85 m | 2016    | CB Aragón            | -         |
| 13 | DC    | Filipe Mota             | 7 mai 1984 (35 ans)        | 1,89 m | 2018    | Helvetia Anaitasuna  | Portugal  |
| 28 | DC    | Sergio Pérez Manzanares | 31 août 2000 (19 ans)      | 1,80 m | 2019    | SD Teucro            | -         |
| 34 | DC    | Miguel Malo             | 22 juillet 1999 (20 ans)   | 1,86 m | 2016    | Formé au club        | -         |
| 11 | ARG   | Radovan Ostojić         | 21 juin 1993 (26 ans)      | 1,93 m | 2018    | RK Vojvodina         | -         |
| 25 | ARG   | Marco Mira              | 19 février 1983 (36 ans)   | 1,93 m | 2007    | BM Sinfin            | -         |
| 39 | ARG   | Asier Nieto Marcos      | 1 janvier 1997 (22 ans)    | 1,90 m | 2019    | CB Alcobendas        | -         |
| 73 | ARG   | João Pinto              | 10 avril 1989 (30 ans)     | 1,88 m | 2018    | Madeira ASAD         | -         |
| 33 | ARD   | Alejandro Marcelo       | 20 février 1993 (26 ans)   | 1,86 m | 2015    | Helvetia Anaitasuna  | -         |
| 77 | ARD   | Álvaro del Valle Navasa | 21 janvier 1994 (25 ans)   | 1,92 m | 2019    | Cavigal Nice         | -         |
| 2  | PVT   | Iván José Montoya       | 31 octobre 1998 (21 ans)   | 1,79 m | 2019    | CB Puerto Sagunto    | -         |
| 6  | PVT   | Alberto Val Sancho      | 6 mars 1986 (33 ans)       | 2,08 m | 2016    | Naturhouse la Rioja  | -         |
| 23 | PVT   | Rodrigo Benites Quost   | 30 janvier 1992 (27 ans)   | 1,94 m | 2019    | EC Pinheiros         | -         |

## Personnalités liées au club
- Sergueï Bebechko : entraineur de 2006 à 2008
- Rodrigo Corrales : joueur de 2012 à 2014
- Rodrigo Salinas Muñoz : joueur de 2010 à 2011
- Álvaro Ruiz Sánchez (es) : joueur de 2011 à 2013
- Joan Saubich : joueur de 2009 à 2010 et de 2011 à 2013
- Federico Vieyra (es) : joueur de 2011 à 2012